# Стружанов, Владимир Васильевич
Владимир Васильевич Стружанов (2 августа 1932 — 19 апреля 2014) — советский пловец, призёр Олимпийских игр. Многократный экс-рекордсмен мира в эстафетном плавании. Заслуженный мастер спорта СССР.

## Биография
Подготовлен тренерами Петром Андреевичем Жариковым и Александром Афанасьевичем Лалаевым.
Пятикратный рекордсмен мира (1954—1957 гг.). Трижды обновлял индивидуальные мировые рекорды в комплексном плавании на 400 м и дважды — в эстафетах: комбинированной 4×100 м (плыл баттерфляем) и 4 × 200 м вольным стилем. В такой же эстафете вольным стилем — бронзовый призёр Мельбурнской олимпиады и чемпион Европы 1958 г. В 1956 году на Олимпийских играх в Мельбурне стал обладателем бронзовой медали в эстафете 4×200 м вольным стилем. В 1958 году завоевал золотую медаль чемпионата Европы в этой дисциплине.
Помимо международных медалей, Владимир Стружанов завоевал много наград на чемпионатах СССР:
- 1952 — золотая медаль на дистанции 1500 м вольным стилем
- 1953 — золотая медаль на дистанции 1500 м вольным стилем
- 1954 — серебряная медаль на дистанции 1500 м баттерфляем
- 1955 — золотая медаль в эстафете комплексным плаванием, серебряная медаль на дистанции 200 м баттерфляем
- 1956 — серебряная медаль на дистанции 200 м баттерфляем
- 1957 — золотая медаль в эстафете 4×200 м вольным стилем, серебряная медаль на дистанции 1500 м баттерфляем
- 1958 — золотая медаль в эстафете 4×200 м вольным стилем, серебряная медаль на дистанции 400 м вольным стилем
- 1962 — серебряная медаль на дистанции 400 м комплексным плаванием

Скончался 19 апреля 2014 года. Похоронен на Николо-Архангельском кладбище Москвы.